# Isidre Mercadé Ferrando
Isidre Mercadé Ferrando (22 de marzo de 1912, Cornellá –  7 de noviembre  de 2001, Lérida, España) fue un pintor impresionista[cita requerida] español del siglo XX establecido en Lérida (España). 

## Biografía

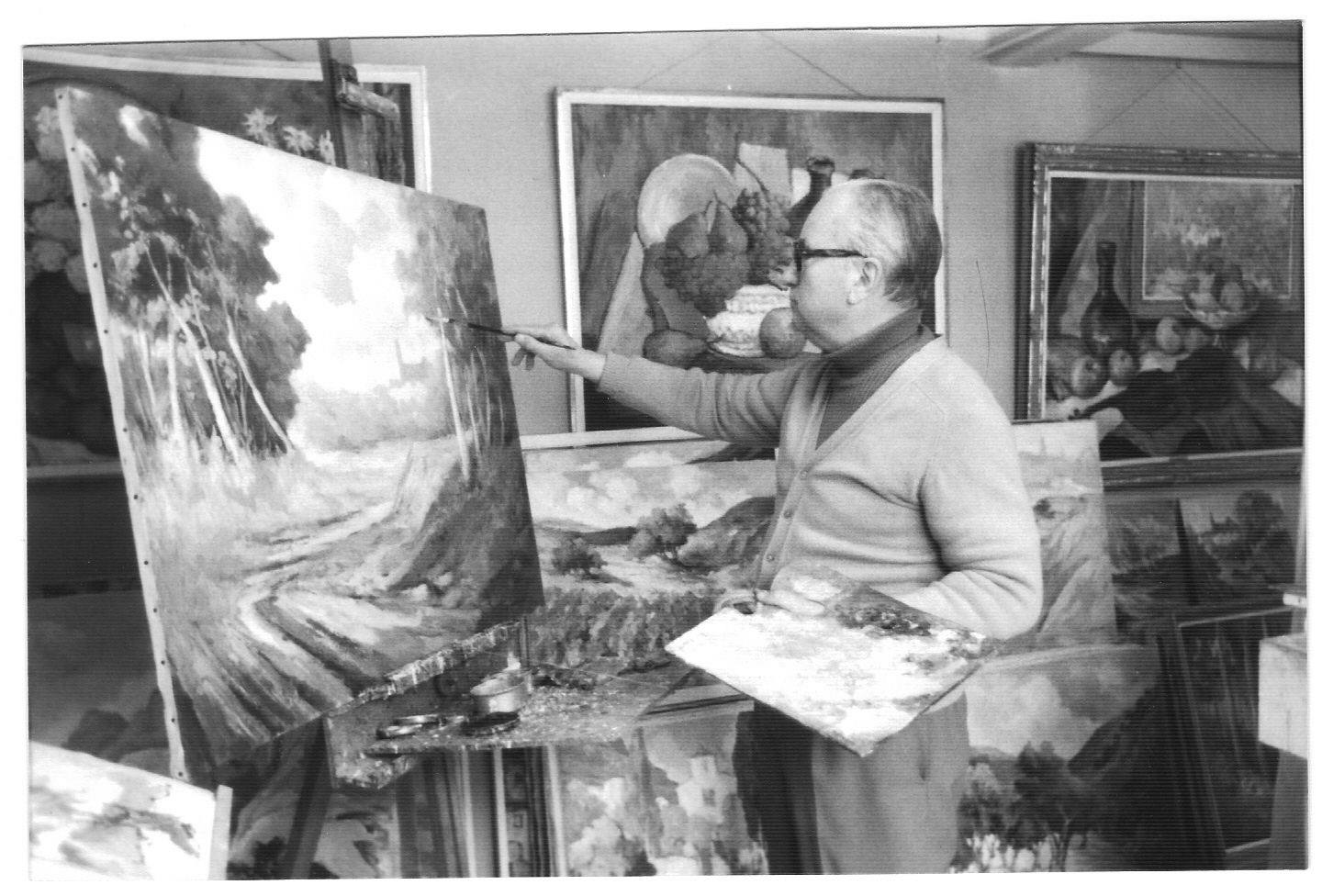
Mercadé pintando en su estudio 1981.

Nació en 1912 en Cornellá de Llobregat (Barcelona), de una familia procedente del campo de Tarragona. Sus padres abandonaron la agricultura, formando parte de las primeras corrientes migratorias a Barcelona y su entorno por la demanda de mano de obra para la industria.
En 1918 se mudaron a Cuba para encontrar mejores perspectivas de trabajo. Se graduó en dibujo y pintura en la Escuela de Artes y Oficios de La Habana, donde recibió sus primeras lecciones de la mano de maestros de los años 1920 del llamado Vanguardismo Cubano.
Ya en Sabadell ingresó y aprobó los estudios de la Escuela Industrial de Artes y Oficios de Sabadell. También realizó estudios nocturnos en la Escuela de Administración Pública de la Generalidad de Cataluña, Más tarde se convirtió en discípulo de Joan Vila Puig y de Serrasanta, y continuó estudiando pintura en la Escuela Llotja de Barcelona hasta que estalló la Guerra Civil.
Durante la Guerra Civil participó en la contienda con el Ejército Popular Republicano donde alcanzó el empleo de Teniente de artillería.  Terminada la Guerra y después de sufrir un consejo de guerra y la cárcel se desplazó a Lérida donde más tarde intervino activamente en la fundación del Círculo de Bellas Artes en 1946, primero como socio, más tarde como miembro de la Junta Directiva y finalmente fue director de la Escuela de Bellas Artes, varias veces.
En Lérida contactó y se relacionó con todo tipo de pintores y escultores de su generación como Leandre Cristòfol i Peralba, Manuel Viola, Antoni Garcia i Lamolla, Josep Benseny, Bonaventura Masip Claramunt, Francesc Charles Pardell, Enric Crous Vidal, entre otros. 
Mercadé se especializó en paisajes y bodegones, expresándose al óleo y en técnicas mixtas, pero siempre fue fiel a la pintura figurativa, siendo su línea el Impresionismo. Es un colorista que da al color su total protagonismo y que aúna su pasión por la riqueza cromatica con su amor a la intensidad de la luz.

## Exposiciones

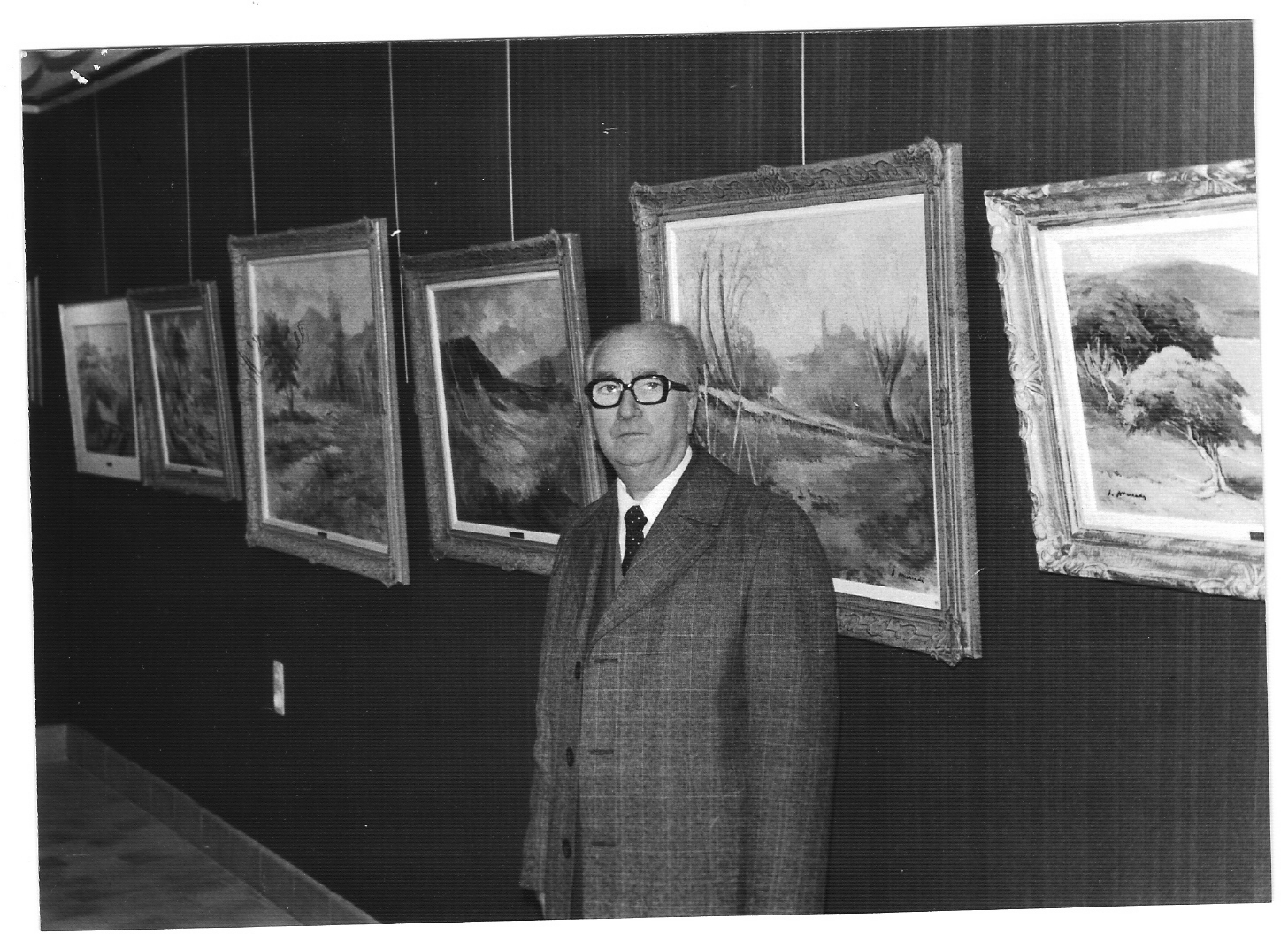
Exposición de cuadros de Mercadé en 1981.

En el Círculo de Bellas Artes de Lérida ( 1948,1949) fue donde realizó sus primeras exposiciones, siendo la primera individual en Lérida el año 1952. y desde entonces ha estado presente en numerosas muestras como en Madrid, Barcelona, Bilbao, Mallorca, Pontevedra, Sevilla, Zaragoza, París, Nueva York, Bruselas, Lausanne, Caracas, entre otras. Sus últimas exposiciones fueron en Lérida, donde también se realizaron algunas en su homenaje en la Galería Amat., y en el Círculo de Bellas Artes.

## Reconocimientos y premios
Desde 1933 hasta 2001 fue premiado en varias ocasiones, como el Premio Extraordinario de la Crítica de Palamos 1972, Indíbil de Oro del Círculo de Bellas Artes 1973 y medallas de Oro como las Theodor Rousseau 1974, y del Museo Metropolitan New York en 1975. Con fecha 17-11-2005 la Diputación de Lérida, el Instituto de Estudios Ilerdenses y el Círculo de Bellas Artes, deciden que el XXI Premio de Pintura y V Internacional de Lérida tomase el nombre de Isidre Mercadé Ferrando. Mercadé consta en diccionarios de arte como el Rafols. Figura en enciclopedias de pintura, ilustra libros con sus dibujos. Tiene obras en el Ayuntamiento de Lérida, en la Diputación de Lérida, el Círculo de Bellas Artes, el Instituto de Estudios Ilerdenses, y en el Museo de Arte Jaime Morera.